# Sambodromo di Anhembi

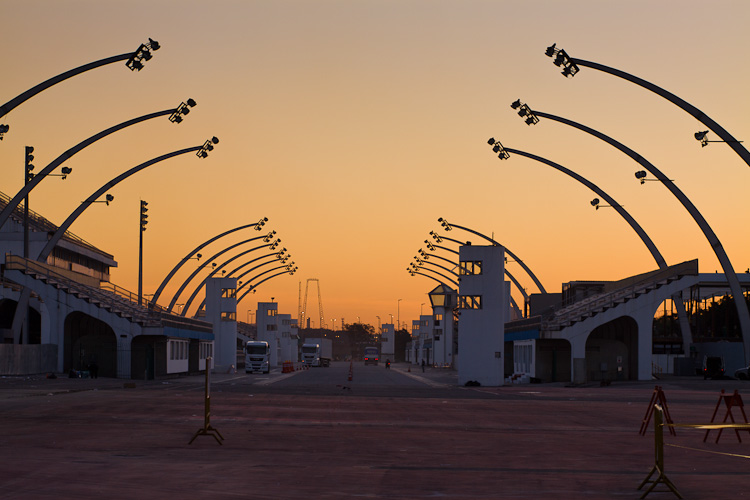
Parte del sambodromo vista della Marginal Tietê.

Il Sambodromo di Anhembi (in portoghese: Sambódromo do Anhembi) è situato nella città di San Paolo, in Brasile. È stato progettato dall'architetto Oscar Niemeyer, dopo il Sambodromo di Rio de Janeiro, ed è uno degli spazi più grandi per grandi eventi all'aperto nella città di San Paolo. Viene utilizzato principalmente nelle sfilate del Carnevale di San Paolo. Fu costruito e inaugurato durante la gestione comunale della prefetta Luiza Erundina.

## Il circuito
All'interno del sambodromo è presente l'omonimo circuito cittadino, inaugurato nel 2010 con una gara del campionato IndyCar Series. Abbandonato nel 2013, venne riutilizzato nel 2023 come prova del campionato.